# 신동진 (방송인)
신동진(1968년 8월 25일 ~ )은 대한민국의 대학 교수 겸 전직 아나운서이다.

## 학력
- 경희대학교 대학원 정치학과 박사

## 이력
- 서울특별시 출신인 그는 경희대학교 영어영문학과에서 학사 학위를 받았으며, 1992년 12월, KBS부산방송총국(한국방송 부산총국)에 입사하여 4년 여만인 1996년 12월 MBC 문화방송으로 이직하였다.
- 연세대학교 언론홍보대학원 석사 학위를 받았으며, 경희대학교 일반대학원 정치학과 박사 과정을 수료하였다.
- 2002년 5월 탤런트 노현희와 결혼하였으나 2008년 12월 17일 변호사를 선임하여 이혼에 합의하고 6년여의 결혼생활을 마감했다.
- 그 후 일반인 여성과 재혼하여 아들(신지용)을 얻었다.
- 2000년 후반에 음주운전으로 인하여 뉴스에서 하차한 바 있으며, 2000년 9월 26일을 기하여 연기자 홍석천이 대한민국 국내 연예인 최초 동성애 관련 전력 커밍아웃할 당시에는 MBC 문화방송 프로그램 《섹션 TV 통신》에서 홍석천 커밍아웃 소식을 단신 보도한 바 있다.
- 2003년 5월 5일 MBC 창작동요제를 진행했다.  2008년 제20회 한국어문상 문화관광부 장관상을 수상하였으며, 제15대 한국아나운서연합회 회장을 역임하였다.

## 수상
- 2008년 제20회 한국어문상 문화관광부 장관상

## 경력
- 1992년 ~ 1996년 KBS 부산방송총국 편성제작국 아나운서부
- 1996년 ~ 2020년 MBC 아나운서국
- 2013년 2월 ~ 2015년 2월 제15대 한국아나운서연합회 회장
- 2017년 12월 MBC 아나운서국 아나운서3부장
- 2018년 11월 ~ 2020년 3월 MBC 아나운서국 아나운서1부장
- 2021년 ~ 국회방송 아나운서
- 인컴퍼니